# Jan De Meulemeester
Jan De Meulemeester (Brussel, 7 december 1980) is een Belgisch politiek journalist, televisiepresentator en hoofdredacteur.

## Biografie
De Meulemeester liep school op het Sint-Jozefsinstituut in Ternat. Hij studeerde in 2003 af als historicus aan de Katholieke Universiteit Leuven, waar hij specialiseerde in de Vlaamse Beweging en de Belgische staatshervormingen. Hij schreef zijn thesis in samenwerking met toen promotor en doctorandus Bart De Wever. Nadien volgde De Meulemeester een postgraduaat journalistiek aan de Brusselse hogeschool VLEKHO.
Na zijn studies begon De Meulemeester als redacteur bij de krant Het Nieuwsblad. In 2005 maakte hij de overstap naar televisie. Sindsdien werkte hij onder meer voor VRT Nieuws, VTM Nieuws en Roularta. Hij werk nu bij Roularta in het hoofdredactieteam.
In 2015 werd hij verkozen als lid van de raad van bestuur van de Vlaamse Vereniging van Journalisten (VVJ) voor de periode 2015-2019.
De Meulemeester is sinds januari 2020 gastprofessor aan de Antwerpse en Brusselse campus van de KU Leuven. Hij doceert over binnenlandverslaggeving, politiek en journalistiek.
Tijdens zijn studententijd aan de KU Leuven was De Meulemeester vicepraeses en cultuurpraeses van Historia, de vereniging van Leuvense geschiedenisstudenten. Hij was ook lid van verscheidene politieke jongerenpartijen.
De Meulemeester is gehuwd met Renate Hufkens, voormalig parlementslid van de N-VA en actief als communicatie-expert. Ze hebben samen een dochter en wonen in Zoersel.

## Carrière
Midden 2023 werd De Meulemeester co-hoofdredacteur van Kanaal Z en Trends, samen met Trends-beleggen-directeur Danny Reweghs en Stijn Fockedey. Sinds midden 2024 is De Meulemeester Head of Business News van Trends-Kanaal Z. Samen met algemeen hoofdredacteur Fockedey leidt hij de redacties van Trends en Kanaal Z.
In 2005 werd De Meulemeester bij VRT Nieuws onderzoeker van het Canvas-duidingsmagazine Terzake. Hij werkte als redacteur mee aan de debatprogramma’s Morgen Beter, Phara en de verkiezingsshows van Canvas. Nadien werd hij voor Terzake journalist en specialiseerde hij zich in politieke verslaggeving.
In 2013 stapte De Meulemeester over naar Medialaan (het huidige DPG Media) om er Wetstraatverslaggever te worden voor VTM Nieuws. Hij kwam in het zog van zijn eerdere Canvas-baas Kris Hoflack, die hoofdredacteur werd van VTM Nieuws. Hun komst kaderde in een vernieuwing van VTM Nieuws die Hoflack beoogde, waarbij meer aandacht moest gaan naar de politieke actualiteit en buitenlands nieuws. Daartoe presenteerde De Meulemeester onder meer voor VTM ook tijdlang een wekelijks online debatprogramma, genaamd De Meulemeester in Debat.
In 2018 was er een conflict bij de VTM-nieuwsdienst. Enkele schermgezichten waaronder Julie Colpaert, Jan De Meulemeester en nieuwsanker Elke Pattyn schaarden zich achter Kris Hoflack. Na een turbulente fase verliet Kris Hoflack DPG Media. In juli 2019, enkele maanden na het vertrek van Hoflack, verliet De Meulemeester ook plots de omroep. Hij communiceerde opmerkelijk kort over zijn vertrek, met één tweet: "Afscheid is de deur naar de toekomst."
Meteen na zijn vertrek in 2019 bij VTM Nieuws begon De Meulemeester bij Roularta. Hij maakte politieke videoreportages en analyses voor het tijdschrift Knack en werkte als politiek analist bij de economische nieuwszender Kanaal Z. Hij was ook Wetstraatwatcher voor de net opgestarte Franstalige nieuwszender LN24 en presenteerde politieke programma’s voor Vlaamsparlement.TV.
In 2020 werd De Meulemeester nieuwsanker van Kanaal Z. Begin 2021 lanceerde hij bij Trends en Kanaal Z het programma Trends Talk, met De Meulemeester, Francesca Vanthielen en Jozef Vangelder als presentatoren. Begin 2022 werd De Meulemeester Chef Nieuws voor Kanaal Z. Hij leidde mee de synergie van de redacties van Trends en Z-Nieuws, de nieuwspoot van Kanaal Z. Sindsdien werkt hij in het hoofdredactieteam.

## Varia
-De Meulemeester heeft een schaduwaccount als Minister van Fossielen op X. Hij wordt in die rol regelmatig in kranten opgevoerd als iemand die duiding geeft bij paleontologie.
-De Meulemeester werd in media opgevoerd als ‘prepper’, omdat hij zogenaamd ‘off grid’ wil kunnen leven - zonder nood aan publieke infrastructuur in het geval van conflicten.
-De Meulemeester werd geïnterviewd over de voor hem meest invloedrijke boeken: Ons Feilbare Denken van Daniel Kahneman, de Geboorte van Rome van Anthony Everitt en The Selfish Gene van Richard Dawkins.

## Publicaties
De Meulemeester schrijft politieke analyses voor de website van de magazines Knack en Trends.